# 8AM
8AM è il secondo maxi singolo della band giapponese Coldrain, pubblicato il 5 gennaio 2009 sotto l'etichetta VAP. 8AM, di cui è stato anche realizzato un video musicale, è stata utilizzata come canzone di chiusura nell'anime Hajime no Ippo.

## Video musicale
Il video ufficiale realizzato per 8AM è stato pubblicato l'8 aprile 2009. Il video inizia con la visuale di una radiosveglia posata sulla sabbia di un deserto che, partendo dalle 8:08, torna indietro sino a raggiungere le 8:00 in punto. Accanto al dispositivo si trova una ragazza vestita di nero riversa sul terreno, che si sveglia e lentamente si alza in piedi, portandosi dietro la radiosveglia, mentre i Coldrain suonano il brano nel medesimo deserto.

## Tracce
Testi di Masato. Musiche di Masato e Y.K.C, eccetto dove indicato.
1. 8AM - 3:30
2. Time to Go - 3:06 (Masato, Sugi)
3. Believe - 3:53
4. Fiction (Unplugged) - 2:08

DVD nell'edizione limitata
1. Fiction (Live)
2. Painting (Live)
3. Come Awake (Live)

## Classifiche
| Classifica (2009) | Posizione massima |
| ----------------- | ----------------- |
| Giappone          | 111               |